# Noveleta
Noveleta (Nobeleta en euskera) es un barrio del municipio de Estella, en Navarra. 

## Geografía
Situada dentro del término municipal de Estella, entre Villatuerta e Irache y al pie de Montejurra. En sus inmediaciones se encuentra el despoblado de Zarapuz. Cruzada por el río Ega, afluente del Ebro.

## Etimología
Noveleta podría derivar de la palabra latina novella, que significaba ‘majuelo, viña recién plantada’. Al menos desde el siglo XIV, se sabe que se cultivaban viñas en el término.

## Términos limítrofes
Limita con los municipios de Villatuerta, Ayegui, Aberin y Morentin y con los términos de Ordoiz, Señorío de Legardeta, despoblado de Zarapuz y el caserío de Echávarri.

## Historia
El poblado actual fue fundado en 1780 por don Manuel Joaquín Navarro, con la aprobación de Carlos III que le concedió el permiso para que las tierras fueran mejor explotadas por los colonos. Antes de la fundación del poblado, solo existía en Noveleta una casa de campo, propiedad de la familia Navarro. El 23 y el 27 de septiembre de 1781, se firmaron en Noveleta los contratos de arrendamiento entre don Manuel Joaquín Navarro y nueve familias de colonos, cinco de ellas procedentes de Lerín y el resto de Estella, Lácar y el propio Noveleta (probablemente la familia de domésticos de la familia Navarro).